# Robert Seymour
Robert Seymour (ur. 1798 w Somerset, zm. 20 kwietnia 1836 w Londynie) – brytyjski rysownik, ilustrator, karykaturzysta. Popularność zyskał jako autor ilustracji do Klubu Pickwicka Charlesa Dickensa.

## Młodość i początek kariery
Seymour urodził się w hrabstwie Somerset w 1798 roku jako drugi syn Henry'ego Seymoura i Elizabeth Bishop. Niedługo po jego narodzinach cała rodzina przeniosła się do Londynu, gdzie zmarł jego ojciec, pozostawiając po sobie długi i niewielki dobytek. Zubożała rodzina szybko oddała młodego Roberta na praktyki do zakładu ilustratorskiego. Pod wpływem swoich mistrzów Seymour szybko zafascynował się malarstwem i w wieku 24 lat zaczął kreślić profesjonalne szkice.
Zlecono mu ilustracje do dzieł Szekspira, Miltona, Cervantesa i Wordswortha. W tamtym okresie rysował również niezliczone portrety, krajobrazy i miniatury, które można dziś oglądać w Victoria and Albert Museum. W połowie lat 20. sukcesy Seymoura się skończyły – Royal Academy nie przyjęła jego malowideł i ilustracji i zaczął mieć problemy finansowe. Na ten okres przypada początek ilustracji do książek – ilustrował niemal wszystko: melodramaty, dramaty, prace naukowe, topograficzne i bajki dla dzieci. Dzięki temu zyskał pieniądze, rozgłos i pracę w wydawnictwie Laceya, z którym się zaprzyjaźnił. Tam też poznał George’a Cruikshanka – znanego malarza i rysownika. Po rozpadzie wydawnictwa Laceya szybko znalazł nową pracę u Thomasa McLeana. Pod wpływem pracy w jego wydawnictwie zaczął rysować karykatury i rysunki humorystyczne. W 1830 roku MacLean zaproponował Seymourowi stworzenie cotygodniowego humorystycznego cyklu Looking Glass, który cieszyła się dużą popularnością, a Seymour ilustrował go aż do śmierci.

## Praca i konflikt z „Figaro”
W 1831 roku Seymour rozpoczął pracę w kontrowersyjnym magazynie „Figaro in London” Gilberta Abbotta à Becketta, przyjaciela Dickensa. Dla „Figaro” Robert narysował ponad 300 humorystycznych ilustracji. Seymour począł szkicować też karykatury polityczne. W 1834 rozpoczął się konflikt pomiędzy właścicielem a ilustratorem spowodowany tym, że à Beckett nie chciał wypłacić Seymourowi pensji, a gdy ten zrezygnował, wydawca zaczął kampanię zniesławiającą Seymoura.

## Klub Pickwicka
Robert Seymour zaproponował wydawnictwu Chapman and Hall serię humorystycznych obrazków, przedstawiających wydarzenia z życia amatorskiego klubu sportowego. Pomysł przyjęto z entuzjazmem, a autorstwo tekstu, który miałby łączyć ilustracje, zaproponowano Charlesowi Dickensowi. Dickens jednak miał inną koncepcję – to obrazki miałyby ilustrować tekst, a nie odwrotnie, jak zaplanowano w pomyśle pierwotnym. Wydawcy przystali na pomysł pisarza. Współpraca pisarza i ilustratora od początku układała się źle – Robert Seymour nie potrafił znieść dominacji Dickensa i faktu, że nie mógł ilustrować tylko humorystycznych momentów w książce, ale musiał przedstawiać też te tragiczne. Powieść osiągnęła niebywały sukces, a ilustracje były uwielbiane przez angielskich czytelników. Nie dane jednak było Seymourowi dokończyć pracy przy Klubie Pickwicka, gdyż popełnił samobójstwo przed końcem serii. Pracę za niego dokończył inny ilustrator – Hablot Browne.

## Śmierć
Seymour chorował na rozstrojenie nerwowe spowodowane ogromem pracy i odpowiedzialności w trakcie ilustrowania m.in. Klubu Pickwicka. Dodatkowo źle zniósł krytykę na łamach „Figaro”, gdzie jego były wydawca przedstawiał go w bardzo złym świetle. Dobę przed śmiercią jego dom odwiedził Charles Dickens, który miał zastrzeżenia do rysunku Dying Clown – długa dyskusja połączona z kłótnią spowodowała atak myśli samobójczych u ilustratora. 20 kwietnia 1836 roku Seymour zastrzelił się w swoim domu w Londynie. Został pochowany na cmentarzu przy Kościele św. Marii Magdaleny w Islington. Obecnie jego nagrobek znajduje się na terenie Muzeum Charlesa Dickensa w Londynie, stanowiąc część ekspozycji.

## Wybrane dzieła
- Ilustracje do Klubu Pickwicka, 1836